# Hylaeus mirandus
Hylaeus mirandus är en biart som först beskrevs av Rayment 1930.  Hylaeus mirandus ingår i släktet citronbin, och familjen korttungebin. Inga underarter finns listade i Catalogue of Life.

## Bildgalleri

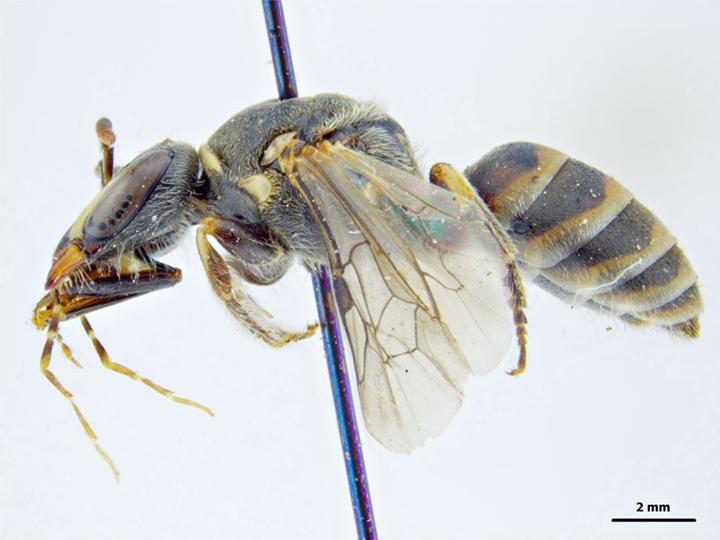
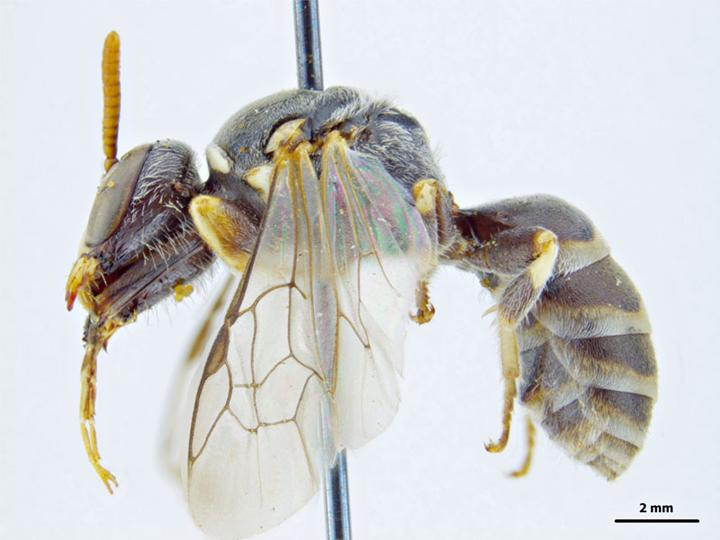